# Carlos Lopes

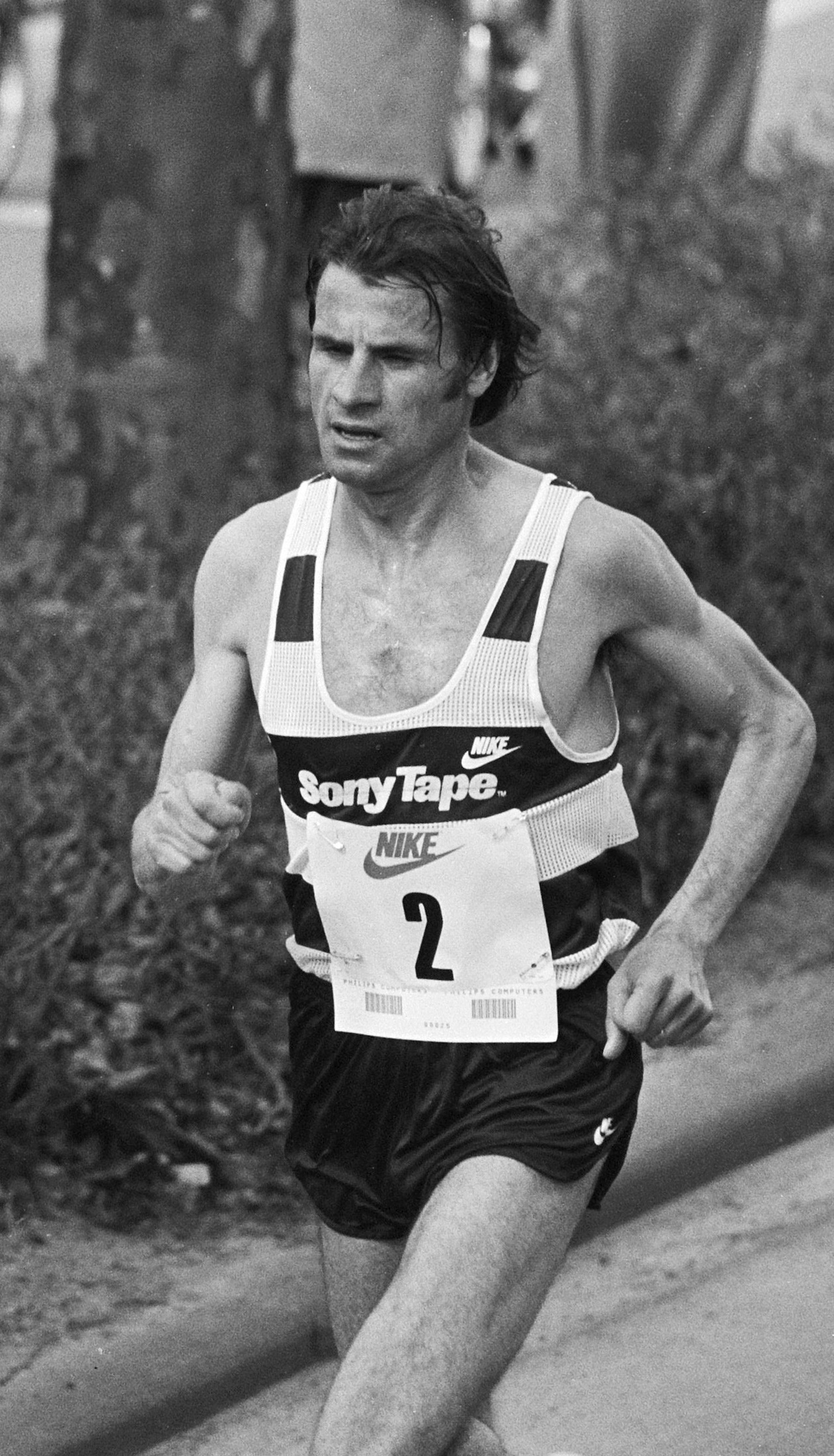
Carlos Lopes

Carlos Lopes (Carlos Alberto de Sousa Lopes; * 18. Februar 1947 in Viseu) ist ein ehemaliger portugiesischer Langstreckenläufer. Er wurde 1984 der erste Olympiasieger seines Landes. Im April 1985 lief er in Rotterdam mit 2:07:12 h einen Weltrekord im Marathonlauf.
Lopes’ Karriere begann zunächst wenig vielversprechend. Bei den Europameisterschaften 1971 in Helsinki erreichte er im 10.000-Meter-Lauf nicht das Ziel. Beim 3000-Meter-Hindernislauf schied er im Vorlauf aus.
Auch bei den Olympischen Spielen 1972 in München überstand Lopes die Vorläufe über 5000 und 10.000 Meter nicht.
Seinen Durchbruch schaffte Lopes 1976. Bereits zu Beginn des Jahres gewann er bei den in Chepstow ausgetragenen Crosslauf-Weltmeisterschaften. Bei einem Rennen in München am 29. Mai 1976 verbesserte Lopes seine persönliche Bestleistung über 10.000 Meter um 45 Sekunden auf 27:45,71 min. Mit dieser Zeit reiste Lopes als Topfavorit zu den Olympischen Spielen in Montreal.
Im olympischen Finale, das am 26. Juli 1976 ausgetragen wurde, lag er während des gesamten Rennens an der Spitze des Feldes und diktierte das Tempo. 450 Meter vor dem Ziel wurde er jedoch vom Titelverteidiger Lasse Virén überholt und musste sich trotz einer persönlichen Bestzeit von 27:45,17 min mit der Silbermedaille zufriedengeben.
Acht Jahre nach dem Gewinn der Silbermedaille gelang Lopes der größte Erfolg seiner Karriere. 1984 wurde er zum Auftakt der Saison zum zweiten Mal Weltmeister im Crosslauf und lief am 4. Juli in Stockholm mit 27:17,48 min eine neue Bestzeit über 10.000 Meter, als er seinen Landsmann Fernando Mamede bei dessen Weltrekordlauf begleitete. Obwohl er zuvor nur drei Marathonläufe bestritten und nur einen davon beendet hatte, trat er als 37-Jähriger bei den Olympischen Spielen in Los Angeles im Marathon an.
In diesem Rennen verschärfte Lopes nach 34,5 km das Tempo und lief die nächsten 5 Kilometer in nur 14:33 Minuten. Den Vorsprung hielt er bis zum Ziel und gewann am Ende mit 35 Sekunden Vorsprung vor dem Iren John Treacy. Lopes war damit der erste portugiesische Olympiasieger.
Im Jahr darauf sicherte er sich in Lissabon vor heimischem Publikum seinen dritten Weltmeistertitel im Crosslauf. Am 20. April 1985 verbesserte Lopes beim Rotterdam-Marathon den Weltrekord des Briten Steve Jones um 53 Sekunden auf 2:07:12 Stunden. Lopes’ Bestleistung wurde 3 Jahre später im gleichen Wettbewerb von Belayneh Dinsamo überboten.
Siehe auch: Zum Thema Weltbestzeiten oder Weltrekorde im Marathonlauf siehe Entwicklung der Weltbestzeiten und Weltrekorde